# Aiguafreda
Aiguafreda est une commune de la province de Barcelone, en Catalogne, en Espagne, de la comarque du Vallès Oriental (Vallée Orientale en français).

## Géographie
Commune située à mi-chemin entre Vic et Granollers, à l'extrême nord de la comarque du Vallès Oriental.
|                         | Seva (exclave) | El Brull   |
| Centelles               | Aiguafreda     |            |
| Sant Martí de Centelles |                | Tagamanent |

## Histoire
Plusieurs mégalithes nous informent que la commune a été habitée dès la Préhistoire (au moins depuis le Néoliithique).

## Lieux et monuments
Six dolmens (Casanova de Can Serra, Costa de Can Brull o de la Serra de l’Arca II, Cruïllas, Creu de Sastre, Serrat dels Moros, Serrat de Puigventós) et un menhir (Perafita de Sa Madrona) sont recensés sur la commune. 